# سید دلدار علی نصیرآبادی

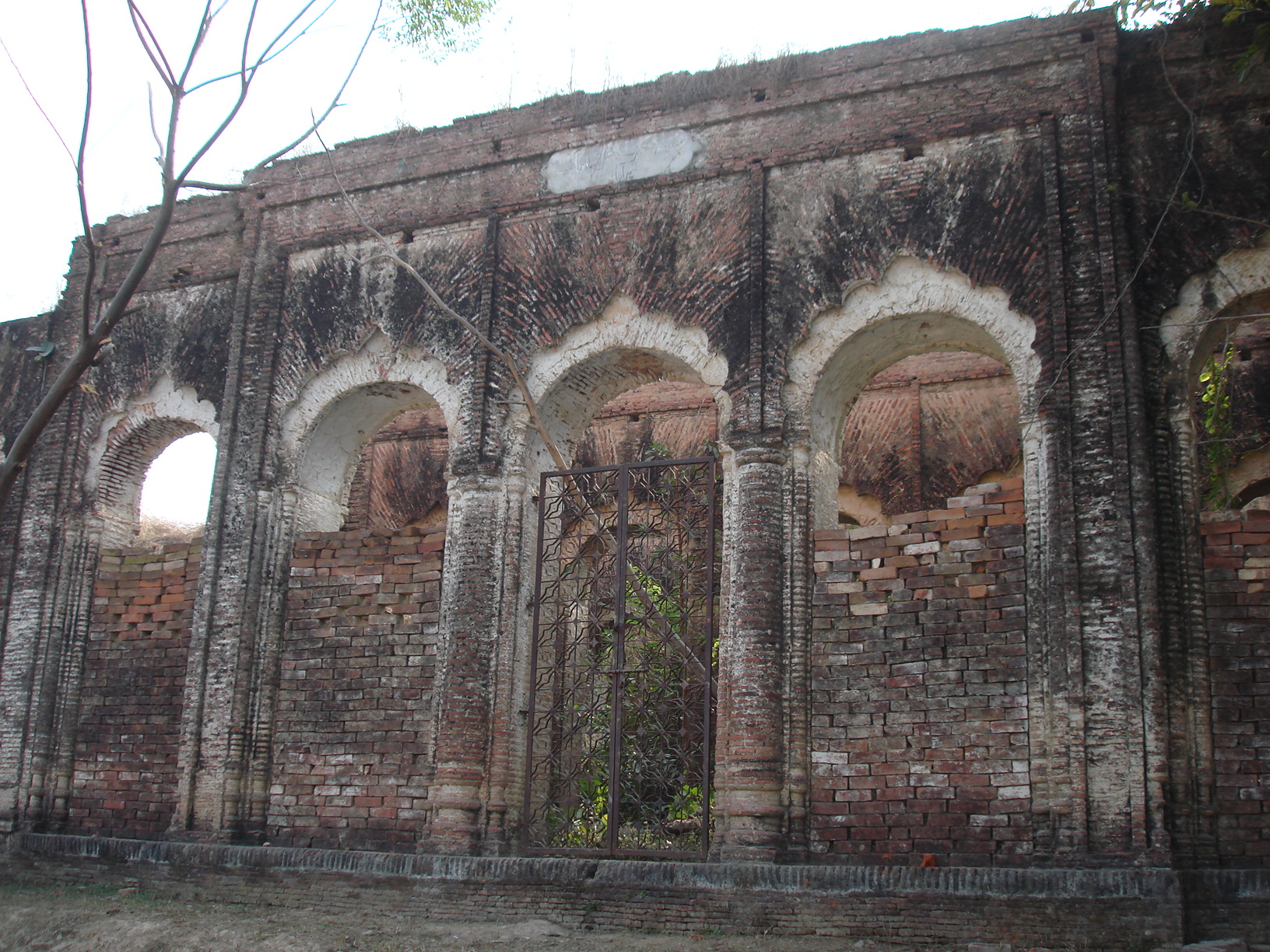
حسینهٔ غفران‌مآب در لکهنو

سید دلدار علی نصیرآبادی (۱۱۶۶–۱۲۳۵ ه‍.ق) فقیه و متکلم شیعه اهل هندوستان بود.
دلدار علی در خانواده‌ای از سادات نقوی در جائس-نصیرآباد در بخش رائبرلی در اوده اوتار پرادش هندوستان به دنیا آمد. پدرش سید معین بن عبدالهادی از ملاکان محل بود. نزد سنی‌ها و شیعیان درس نظامی آموخت: سید غلامحسین دکنی اله‌آبادی، ملا حیدر علی سندلوی، ملا باب‌الله بریلوی جونپوری، تفضل حسین خان، و ملا عبد علی بحر العلوم فرنگی محل. در جوانی به فلسفه علاقه داشت و همزمان اخباری بود و با اجتهاد مخالف.
پس از اینکه شجاع الدوله لکهنو را پایتخت خودش قرار داد، دلدار علی به آنجا رفت و تحت حمایت وزیرش حسن رضا خان قرار گرفت. وزیر دلدار علی را به عراق فرستاد تا تحصیل کند. سه سال آنجا بود و از اخباری به اصولی تبدیل شد، و از محمدباقر وحید بهبهانی و شاگردانش از جمله سید محمدمهدی طباطبایی بحرالعلوم و جعفر نجفی کاشف‌الغطا اجازهٔ اجتهاد گرفت. در مشهد از سید مهدی شهرستانی اصفهانی اجازه گرفت. به لکهنو برگشت و تحت حمایت بهو بیگم قرار گرفت و از آصف‌الدوله لقب مجتهدالعصر گرفت.
در ۱۸۱۹، تاجگذاری غازی‌الدین حیدر شاه را به عنوان اولین شاه اوده انجام داد. درآمد نه روستای معاف از مالیات و ماهیانه‌ای برابر ۵۰۰۰ روپیه برای او مقرر شد. محمدعلی کشمیری نوشت که باید نماز جمعه در دولت شیعه اوده برگزار شود و سید علی دلدار را به عنوان امام پیشنهاد کرد. بنا بر یک منبع، سید علی دلدار اولین کسی است که نماز جمعهٔ شیعیان را در شمال هند اقامه کرد. دلدار علی بر منبر مسجد آصفیه موعظه می‌کرد و کتاب فوائد آصفیه مجموعهٔ خطبه‌هایش در آن مسجد است. در زمان او روابط اوده با شهرهای عراق گسترش یافت. افراد بیشتری برای تحصیل به عراق فرستاده شدند و کانال هندیه برای آب رساندن به کربلا با کمک مالی آصف‌الدوله احداث شد و پس از حملات وهابی‌ها در سال‌های ۱۸۰۱ و ۱۸۰۲ برای تعمیر و نگهداری حرم‌ها مبالغی اختصاص داد.
خاندان او به خاندان اجتهاد معروف شد. پنج پسر داشت که اولی به نام سید محمد (۱۷۸۴–۱۸۶۷) و آخری به نام سید حسین (۱۷۹۷–۱۸۵۶) از بقیه مشهورتر شدند. سید مهدی (۱۷۹۳–۱۸۱۶) در جوانی درگذشت. دو پسر دیگرش سید حسن (۱۷۹۱–۱۸۴۴) و سید علی (۱۷۸۶–۱۸۴۳) بودند که سید علی در کربلا می‌زیست و متأثر از سید کاظم رشتی شیخی بود.
|          |          |          |          |          |          |  |  |         |         |         |         |         |         |  |  | دلدار علی |          |          |          |          |          |  |  |         |         |         |         |         |         |  |  |          |          |          |          |          |          |  |  |
|          |          |          |          |          |          |  |  |         |         |         |         |         |         |  |  |           |          |          |          |          |          |  |  |         |         |         |         |         |         |  |  |          |          |          |          |          |          |  |  |
|          |          |          |          |          |          |  |  |         |         |         |         |         |         |  |  |           |          |          |          |          |          |  |  |         |         |         |         |         |         |  |  |          |          |          |          |          |          |  |  |
| سید حسین | سید حسین | سید حسین | سید حسین | سید حسین | سید حسین |  |  | سید حسن | سید حسن | سید حسن | سید حسن | سید حسن | سید حسن |  |  | سید مهدی  | سید مهدی | سید مهدی | سید مهدی | سید مهدی | سید مهدی |  |  | سید علی | سید علی | سید علی | سید علی | سید علی | سید علی |  |  | سید محمد | سید محمد | سید محمد | سید محمد | سید محمد | سید محمد |  |  |

دلدار علی در ۱۹ رجب ۱۲۳۵ (۲ مهٔ ۱۸۲۰) درگذشت. پسر ارشدش سید محمد، معروف به سلطان‌العلما، را به عنوان جانشین خود معرفی کرد. بعد از درگذشت به غفران‌مآب ملقب شد.

## یادداشت
1. ↑  Ja'is–Nasirabad
2. ↑  Bahu Begum